# 2022 FINA Marathon Swim World Series
La FINA Marathon Swim World Series 2022 è iniziata il 28 maggio a Setúbal, in Portogallo, dove si è tenuta la prima tappa del circuito, e si è conclusa ad Eilat, in Israele, giorno 12 Novembre 2022 dove si è tenuta la quinta e conclusiva tappa di questa sedicesima edizione della Coppa del Mondo della 10 km in acque libere organizzata dalla FINA.La staffetta mista 4×1500 metri è stata riproposta all'interno del circuito dopo il suo debutto nella tappa finale della FINA Marathon Swim World Series 2021 che si è svolta ad Abu Dhabi.
Gli atleti provenienti da Russia e Bielorussia sono stati banditi dall'intera World Series a causa dell'invasione dell'Ucraina da parte della Russia nel 2022.

## Calendario
Il calendario delle World Series 2022 è stato programmato dalla FINA prevedeva inizialmente 5 tappe, diventate poi 4 in seguito alla cancellazione della tappa prevista nel mese di Ottobre in Porto Rico.
| Tappa | Data           | Luogo                                | # atleti in gara | # nazioni in gara | Note       |
| ----- | -------------- | ------------------------------------ | ---------------- | ----------------- | ---------- |
| 1     | 28–29 maggio   | Albarquel, Setúbal, Portogallo       | 67               | 16                |            |
| 2     | 9–10 luglio    | Parc de la Villette, Parigi, Francia | 89               | 26                |            |
| 3     | 26–28 agosto   | Lac-Mégantic, Canada                 | 37               | 11                |            |
| 4     | 7–9 ottobre    | Fajardo, Porto Rico                  | –                | –                 | Cancellata |
| 5     | 11–12 novembre | Golfo di Eliat, Eilat, Israele       | 94               | 25                |            |

## Classifica finale
Ad ogni tappa delle World Series, i primi dieci classificati negli eventi individuali di 10 km hanno guadagnato punti per la classifica generale. I vincitori della Coppa del Mondo sono stati determinati dal numero totale di punti che ogni atleta ha guadagnato in tutte le tappe.

### Uomini
I vincitori di questa edizione della Coppa del Mondo della 10 km in acque libere sono stati Gregorio Paltrinieri e Kristof Rasovszky ad ex aequo. L'atleta italiano, alla sua prima affermazione nel circuito, si è distinto per aver vinto tutte le tappe individuali disputate in questa edizione della Coppa del Mondo. Il forte nuotatore ungherese, alla sua terza affermazione nella coppa, invece ha ottenuto lo stesso punteggio partecipando a tutte le tappe del circuito, grazie ad un secondo, un terzo e due quarti posti di tappa.
| Posizione | Nome                 | Nazione   | Punti per tappa | Punti per tappa | Punti per tappa | Punti per tappa | Punti per tappa | Punteggio Finale |
| Posizione | Nome                 | Nazione   | Setúbal         | Parigi          | Lac-Mégantic    | Fajardo         | Eliat           | Punteggio Finale |
| --------- | -------------------- | --------- | --------------- | --------------- | --------------- | --------------- | --------------- | ---------------- |
| 1         | Kristóf Rasovszky    | Ungheria  | 600             | 700             | 550             | –               | 550             | 2400             |
| 1         | Gregorio Paltrinieri | Italia    | 800             | 800             | –               | –               | 800             | 2400             |
| 3         | Dávid Betlehem       | Ungheria  | 400             | 550             | 600             | –               | 600             | 2150             |
| 4         | Domenico Acerenza    | Italia    | 700             | –               | 800             | –               | 500             | 2000             |
| 5         | Andrea Manzi         | Italia    | 250             | 500             | 500             | –               | 450             | 1700             |
| 6         | Nicholas Sloman      | Australia | –               | 600             | 700             | –               | 200             | 1500             |
| 6         | Dario Verani         | Italia    | 500             | 200             | 400             | –               | 400             | 1500             |
| 8         | Matteo Furlan        | Italia    | 0               | 350             | 450             | –               | 250             | 1050             |
| 9         | Marcello Guidi       | Italia    | 550             | –               | 190             | –               | –               | 740              |
| 10        | Logan Vanhuys        | Belgio    | 150             | 140             | 300             | –               | 110             | 700              |
| 10        | Marc-Antoine Olivier | Francia   | 0               | –               | 0               | –               | 700             | 700              |

### Donne
La vittoria di questa edizione della Coppa del Mondo anche in questa stagione è andata ancora una volta alla forte nuotatrice brasiliana Ana Marcela Cunha, alla sua sesta affermazione nel circuito della 10 km organizzato dalla FINA, grazie a due primi posti, un secondo ed un terzo posto di tappa.
| Posizione | Nome                  | Nazione     | Punti per tappa | Punti per tappa | Punti per tappa | Punti per tappa | Punti per tappa | Punteggio Finale |
| Posizione | Nome                  | Nazione     | Setúbal         | Parigi          | Lac-Mégantic    | Fajardo         | Eliat           | Punteggio Finale |
| --------- | --------------------- | ----------- | --------------- | --------------- | --------------- | --------------- | --------------- | ---------------- |
| 1         | Ana Marcela Cunha     | Brasile     | 800             | 800             | 600             | –               | 700             | 2900             |
| 2         | Sharon van Rouwendaal | Paesi Bassi | 700             | 700             | 800             | –               | 500             | 2700             |
| 3         | Ginevra Taddeucci     | Italia      | 550             | 600             | 700             | –               | 300             | 2150             |
| 4         | Leonie Beck           | Germania    | 500             | –               | 190             | –               | 600             | 1290             |
| 5         | Viviane Jungblut      | Brasile     | –               | 550             | 500             | –               | 180             | 1230             |
| 6         | Chelsea Gubecka       | Australia   | –               | 400             | –               | –               | 800             | 1200             |
| 7         | Barbara Pozzobon      | Italia      | 300             | 450             | 350             | –               | 92              | 1192             |
| 8         | Jeannette Spiwoks     | Germania    | 600             | 200             | –               | –               | 250             | 1050             |
| 9         | Giulia Gabbrielleschi | Italia      | 450             | 0               | 550             | –               | –               | 1000             |
| 10        | Lea Boy               | Germania    | 400             | 140             | 300             | –               | 150             | 990              |

### Ripartizione punti e premi in denaro
I punti e i premi in denaro per ciascuna tappa ed i premi in denaro per il piazzamento finale in classifica generale sono stati suddivisi come segue:
| Posizione →                               | 1st    | 2nd    | 3rd    | 4th    | 5th    | 6th    | 7th   | 8th   | 9th   | 10th  |
| ----------------------------------------- | ------ | ------ | ------ | ------ | ------ | ------ | ----- | ----- | ----- | ----- |
| Per tappa                                 |        |        |        |        |        |        |       |       |       |       |
| Punti                                     | 800    | 700    | 600    | 550    | 500    | 450    | 400   | 350   | 300   | 250   |
| Premi in denaro (in dollari statunitensi) | 3,500  | 3,000  | 2,500  | 1,700  | 1,500  | 1,200  | 950   | 650   | –     | –     |
| Classifica generale finale                |        |        |        |        |        |        |       |       |       |       |
| Premi in denaro (in dollari statunitensi) | 50,000 | 35,000 | 25,500 | 20,000 | 15,000 | 12,000 | 8,500 | 5,000 | 3,500 | 1,500 |

## Riepilogo medaglie di tappa

### 10km Uomini
| Tappa        | Medaglia d'oro             | Tempo      | Medaglia d'argento         | Tempo      | Medaglia di bronzo      | Tempo      |
| Setúbal      | Gregorio Paltrinieri (ITA) | 1:53:45.40 | Domenico Acerenza (ITA)    | 1:53:47.20 | Kristóf Rasovszky (HUN) | 1:53:52.10 |
| Parigi       | Gregorio Paltrinieri (ITA) | 1:51:37.85 | Kristóf Rasovszky (HUN)    | 1:51:38.98 | Nicholas Sloman (AUS)   | 1:51:41.95 |
| Lac-Mégantic | Domenico Acerenza (ITA)    | 1:50:50.83 | Nicholas Sloman (AUS)      | 1:50:51.68 | Dávid Betlehem (HUN)    | 1:50:52.00 |
| Fajardo      | Cancellata                 | Cancellata | Cancellata                 | Cancellata | Cancellata              | Cancellata |
| Eilat        | Gregorio Paltrinieri (ITA) | 1:46:41.80 | Marc-Antoine Olivier (FRA) | 1:46:43.40 | Dávid Betlehem (HUN)    | 1:46:44.20 |

### 10km Donne
| Tappa        | Medaglia d'oro              | Tempo      | Medaglia d'argento          | Tempo      | Medaglia di bronzo      | Tempo      |
| Setúbal      | Ana Marcela Cunha (BRA)     | 2:09:29.80 | Sharon van Rouwendaal (NLD) | 2:09:32.30 | Jeannette Spiwoks (DEU) | 2:09:32.40 |
| Paris        | Ana Marcela Cunha (BRA)     | 2:00:33.71 | Sharon van Rouwendaal (NLD) | 2:00:35.77 | Ginevra Taddeucci (ITA) | 2:00:35.99 |
| Lac-Mégantic | Sharon van Rouwendaal (NLD) | 2:01:09.70 | Ginevra Taddeucci (ITA)     | 2:01:10.04 | Ana Marcela Cunha (BRA) | 2:01:11.00 |
| Fajardo      | Cancellata                  | Cancellata | Cancellata                  | Cancellata | Cancellata              | Cancellata |
| Eilat        | Chelsea Gubecka (AUS)       | 1:56:19.80 | Ana Marcela Cunha (BRA)     | 1:56:23.60 | Leonie Beck (DEU)       | 1:56:25.30 |

### Staffetta 4×1500 m
| Tappa        | Medaglia d'oro                                                                  | Tempo         | Medaglia d'argento                                                              | Tempo         | Medaglia di bronzo                                                       | Tempo         |
| Setúbal      | Italia Giulia Gabbrielleschi Ginevra Taddeucci Marcello Guidi Mario Sanzullo    | 1:12:27.00    | Italia Martina De Memme Barbara Pozzobon Domenico Acerenza Gregorio Paltrinieri | 1:12:29.00    | Ungheria Reka Rohacs Anna Olasz Dávid Betlehem Kristóf Rasovszky         | 1:13:21.00    |
| Paris        | Italia Giulia Gabbrielleschi Martina De Memme Dario Verani Gregorio Paltrinieri | 1:07:51.74    | Australia Moesha Johnson Kareena Lee Nicholas Sloman Kyle Lee                   | 1:08:03.75    | Italia Ginevra Taddeucci Barbara Pozzobon Pasquale Sanzullo Andrea Manzi | 1:08:03.75    |
| Lac-Mégantic | Non disputata                                                                   | Non disputata | Non disputata                                                                   | Non disputata | Non disputata                                                            | Non disputata |
| Fajardo      | Cancellata                                                                      | Cancellata    | Cancellata                                                                      | Cancellata    | Cancellata                                                               | Cancellata    |
| Eilat        | Francia Aurelie Muller Lisa Pou David Aubry Marc-Antoine Olivier                | 1:06:35.40    | Australia Bianca Crisp Chelsea Gubecka Nicholas Sloman Kyle Lee                 | 1:06:36.60    | Italia Rachele Bruni Martina De Memme Dario Verani Gregorio Paltrinieri  | 1:06:37.00    |